# Trey
Trey ist eine politische Gemeinde im Distrikt Broye-Vully des Kantons Waadt in der Schweiz.

## Geographie
Trey liegt auf 576 m ü. M., 6 km südlich des Bezirkshauptorts Payerne (Luftlinie). Das Strassenzeilendorf erstreckt sich auf einer Geländeterrasse am östlichen Talhang der Broye, im östlichen Waadtländer Mittelland.
Die Fläche des 3,8 km² grossen Gemeindegebiets umfasst einen Abschnitt des Hügellandes zwischen dem mittleren Broyetal und dem Glânetal. Der Gemeindeboden erstreckt sich von der kanalisierten Broye ostwärts über die breite Talniederung und auf die anschliessenden Hänge des freiburgischen Molassehügellandes. Oberhalb von Trey wird mit 628 m ü. M. der höchste Punkt der Gemeinde erreicht. Der Hang wird durch den Dorfbach von Trey, der ein Tal in die Molasseschichten eingetieft hat, entzweigeteilt. Südlich dieses Tälchens reicht das Gebiet bis auf das Plateau von Les Corvets (609 m ü. M.). Von der Gemeindefläche entfielen 1997 9 % auf Siedlungen, 18 % auf Wald und Gehölze, 72 % auf Landwirtschaft und etwas mehr als 1 % war unproduktives Land.
Zu Trey gehören der südlich des Dorfbachs gelegene Ortsteil Malafin (579 m ü. M.) und der Weiler Granges-sous-Trey (475 m ü. M.) leicht erhöht am östlichen Talrand der Broye sowie mehrere Einzelhöfe. Nachbargemeinden von Trey sind Payerne, Valbroye im Kanton Waadt sowie Fétigny, Torny und Châtonnaye im Kanton Freiburg.

## Bevölkerung
Mit 314 Einwohnern (Stand 31. Dezember 2023) gehört Trey zu den kleinen Gemeinden des Kantons Waadt. Von den Bewohnern sind 87,9 % französischsprachig, 10,3 % deutschsprachig und 0,4 % sprechen Polnisch (Stand 2000). Die Bevölkerungszahl von Trey belief sich 1900 noch auf 442 Einwohner. Im Lauf des 20. Jahrhunderts hat die Bevölkerung jedoch kontinuierlich abgenommen.

## Wirtschaft
Trey war bis in die zweite Hälfte des 20. Jahrhunderts ein vorwiegend durch die Landwirtschaft geprägtes Dorf. Noch heute haben der Ackerbau und die Viehzucht eine wichtige Bedeutung in der Erwerbsstruktur der Bevölkerung. Im Broyetal gibt es einen grossen Gartenbaubetrieb. Weitere Arbeitsplätze sind im lokalen Kleingewerbe und im Dienstleistungssektor vorhanden. In Trey befand sich bis 2001 das Institut de jeunes gens Cornamusaz. Nach der Namensänderung in Institut de Trey bestand es bis Sommer 2009. In den letzten Jahrzehnten hat sich das Dorf auch zu einer Wohngemeinde entwickelt. Einige Erwerbstätige sind Wegpendler, die vor allem in Payerne arbeiten.

## Verkehr
Die Gemeinde ist verkehrstechnisch recht gut erschlossen. Sie liegt an der Verbindungsstrasse von Payerne nach Romont. Durch den Postautokurs, der von Payerne nach Romont verkehrt, ist Trey an das Netz des öffentlichen Verkehrs angebunden. Im Tal unterhalb des Dorfes befindet sich der Bahnhof Trey der am 25. August 1876 eingeweihten Bahnlinie Payerne-Moudon. Der Bahnhof Trey wurde von der SBB am 10. Dezember 2017 geschlossen und stillgelegt.

## Geschichte
Die erste urkundliche Erwähnung des Ortes erfolgte 1138 unter dem Namen Treis. Später erschienen die Bezeichnungen Trais (1142), Trees (1213), Treys (1254) und Treyz (1311). Der Ortsname geht auf das lateinische Wort tractus (Ort, Gegend) zurück.
Seit dem Mittelalter unterstand Trey dem Kloster Payerne. Mit der Eroberung der Waadt durch Bern im Jahr 1536 kam das Dorf unter die Verwaltung des Gouvernement Payerne. Nach dem Zusammenbruch des Ancien Régime gehörte Trey von 1798 bis 1803 während der Helvetik zum Kanton Léman, der anschliessend mit der Inkraftsetzung der Mediationsverfassung im Kanton Waadt aufging. 1798 wurde es dem Bezirk Payerne zugeteilt. Am 7. September 1837 fielen zahlreiche Häuser einem Dorfbrand zum Opfer.

## Sehenswürdigkeiten
Die Kirche von Trey wurde 1796 erbaut und 1925 restauriert. 1845 wurde das heutige Gemeindehaus errichtet, das früher die Dorfschule beherbergte. Im Ortskern sind einige typische Bauernhäuser aus dem 18. und 19. Jahrhundert erhalten. Von der ehemaligen Burg, die bereits 1401 zerstört worden war, sind heute nur noch wenige Mauerreste sichtbar.